# Nowaja Żyzń (rejon mineralnowodzki)
Nowaja Żyzń (ros. Новая Жизнь) – chutor w Rosji, w Kraju Stawropolskim, w rejonie mineralnowodzkim. W 2010 liczył 118 mieszkańców.